# Evaluation Freiheitsentziehender Maßnahmen in der Jugendhilfe

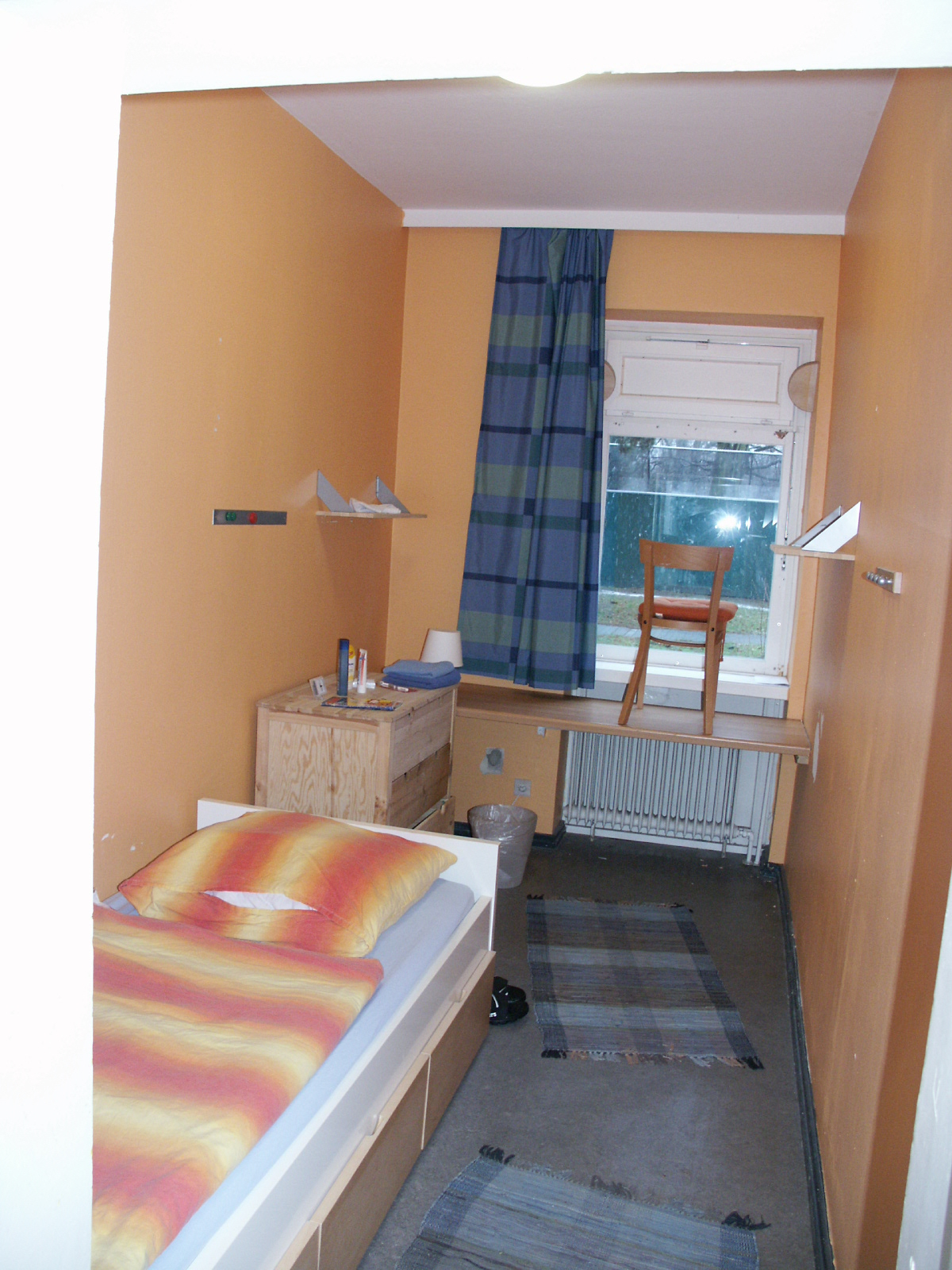
Blick in ein nicht belegtes Zimmer in der ehemaligen Geschlossenen Unterbringung ‚Feuerbergstraße‘ für Jugendliche in Hamburg (2006)

Evaluation Freiheitsentziehender Maßnahmen in der Jugendhilfe möchte bewerten, inwieweit die Unterbringungen in eine geschlossene Einrichtung, die nur zulässig sind, wenn eine Gefahr für den Körper oder das Leben des Kindes oder des Jugendlichen besteht oder von dem Kind oder Jugendlichen eine Gefahr für einen Dritten ausgeht und wenn eine gerichtliche Entscheidung vorhanden ist (§42 SGB VIII), eine Möglichkeit bzw. Chance für die Jugendlichen darstellt.

## Fallbeispiel
Unter der Leitung von Christian Schrapper evaluiert seit Sommer 2004 eine Arbeitsgruppe an der Universität Koblenz ein sozialpädagogisches Kriseninterventionszentrum (kurz: KRIZ) in Nordrhein-Westfalen, in dem es auch eine geschlossene Gruppe gibt. 

### Auftrag
Die Langzeitevaluationsstudie LAKRIZ untersucht nicht ob, sondern wie eine Krisenintervention für die betroffenen jungen Menschen nicht nur augenblicklich, sondern auch auf längere Sicht eine angemessene und förderliche Hilfe sein kann. Zudem werden auch Hinweise auf die Wirkungsweisen pädagogischen Handelns innerhalb solcher Kontexte erwartet.  

### Methode
Methodisch geht es bei der Studie vor allem um die Rekonstruktion von Lebensgeschichten, was mithilfe von qualitativen Verfahren ermöglicht werden soll. 
Als erstes werden alle Kinder und Jugendlichen, die im Projektzeitraum im KRIZ untergebracht werden quantitativ erfasst. Aus dem so dokumentierten Material werden Einzelfälle ausgewählt, die im Rahmen einer qualitativen Herangehensweise intensiv bearbeitet werden. Ein erstes leitfadengestütztes Interview erfolgt möglichst kurz nach der Aufnahme. In diesen ersten Gesprächen geht es hauptsächlich darum herauszufinden wie die Betroffenen die Unterbringung in einer zumindest zeitweise geschlossenen Gruppe erleben. Nach sechs bis zwölf Monaten gibt es ein zweites Gespräch um herauszufinden ob, bzw. was sich in der Zeit der Unterbringung in Wahrnehmung und Bewertung verändert hat.  Zudem sollen die im KRIZ aufgenommenen Jugendlichen bis zu sechs Jahren nach dieser freiheitsentziehenden Maßnahme jährlich nach der Bewertung und Erfahrung befragt werden.
Des Weiteren werden auch problemzentrierte Interviews mit den für die Jugendlichen zuständigen Mitarbeiter/-innen ihres Jugendamtes, mit den Erzieherinnen und Erziehern im KRIZ und den Eltern geführt um dabei etwas über mögliche Unterschiedliche Sichtweisen der beteiligten Jugendlichen zu erfahren.
Um überhaupt einen Zusammenhang pädagogischer Interventionen und möglicher Wirkungen untersuchen zu können, ist die Evaluationsstudie als Längsschnittuntersuchung angelegt.

### Ergebnisse
Als erstes Ergebnis der Studie kann zusammenfassend festgehalten werden: „Trotz des einschneidenden Erlebens der Geschlossenheit bei allen Jugendlichen, konnten einige junge Menschen das KRIZ als Schutz für sich selbst sehen. Hierbei spielen vor allem die Erzieher/-innen eine bedeutsame Rolle“ (Schneider, 2006, S. 38). 
Die ersten Befunde und Ergebnisse deuten an, dass das KRIZ Auswirkungen auf die Jugendlichen hat. Wie genau sich diese ausformen und welchen Wert die Jugendlichen diesen beimessen lässt sich zum derzeitigen Stand der Studie noch nicht genau sagen.

## Auswirkungen Freiheitsentziehender Maßnahmen in der Jugendhilfe
Aus einer empirischen Untersuchung des Deutschen Jugendinstituts von 2003 bis 2007 in München ergibt sich, dass 85 Prozent der Jugendlichen der Meinung sind, dass ihnen die Zeit in einer Freiheitsentziehenden Einrichtung „viel gebracht“ habe. 83 Prozent von ihnen sprechen von einem Lernzuwachs im Umgang mit Menschen, ihren Eltern und der Art und Weise ihres Verhaltens. 
Die Beurteilung der Betreuer fällt etwas vorsichtiger aus als die der Jugendlichen, aber auch die Betreuer halten es für die richtige Maßnahme. 
Es lässt sich erkennen, dass bestimmte Grenzsetzungen zusammen mit einem steten Angebot der Beziehung zu einer Fachkraft den Jugendlichen einen subjektiven und sozialen Gewinn ermöglichen. Wichtig ist hierbei ist die Bereitschaft der Jugendlichen, sich auf diesen Prozess und die Maßnahme einzulassen. Ist die Bereitschaft vorhanden, so tritt der Zwang, der hinter der Maßnahme steht, in den Hintergrund.
Die Studie zeigt weiterhin, dass für diese Jugendlichen nur durch die freiheitsentziehenden Maßnahmen ein Erfolg ersichtlich gewesen ist, obwohl sie dafür einen großen Verzicht in Kauf nehmen müssen. Sie sind in ihrer Freiheit eingeschränkt und müssen sich auf gewisse Kontrollen einstellen.
Eine Chance beinhalten diese Maßnahmen dann, wenn die Jugendlichen sich geschätzt und verstanden wissen, sie durch eigene Leistungen etwas erreichen können, und sie ihr Selbstbewusstsein wieder erlangen. 

## Diskussion um Freiheitsentziehende Maßnahmen
Freiheitsentziehende Maßnahmen sind sehr umstritten, da sie auch bedenkliche Methoden wie Isolation oder Ausgangssperren beinhalten. Daher gibt es kontroverse Auffassungen zu diesen Maßnahmen. Einerseits gibt es die Meinung, dass ihre erzieherische Wirkung, die sie durch die Jugendhilfe haben soll, nicht mit dem Zwang der Maßnahme übereinkommt. Durch den Freiheitsentzug werden die Jugendlichen zum Opfer dieser Maßnahme. Andererseits gibt es auch die Auffassung, dass die Jugendlichen Täter sind, denen Grenzen aufgezeigt werden müssen, damit sie ihr Verhalten ändern. 
Für die Anwendung von Freiheitsentziehenden Maßnahmen gibt es keine genaue Regelung. Im Kinder- und Jugendhilfegesetz ist die Freiheitsentziehende Maßnahme in §42 Abs. 5 und 6 lediglich bei Inobhutnahme geregelt.